# Apples (film)
Pour les articles homonymes, voir Apples.
Pour plus de détails, voir Fiche technique et Distribution.
Apples (en grec moderne : Μήλα, Mila) est un film dramatique grec réalisé par Chrístos Níkou et sorti en 2020.
Cate Blanchett en est productrice exécutive auprès de sa société de production Dirty Films, impliquée dans la réalisation du film.
Le film a été présenté en première mondiale à la Mostra de Venise le 2 septembre 2020 et est sorti en Grèce le 19 novembre 2020, par Feelgood Entertainment. Il a été sélectionné comme film grec pour le prix du meilleur long métrage international lors de la 93e cérémonie des Oscars, mais il n'a pas été nommé.
Coproduction internationale, le film marque les débuts de Chrístos Níkou en tant que réalisateur du film dont il est aussi coproducteur et qu'il a aussi coécrit avec Stavros Raptis.

## Synopsis
Aris s'inscrit à un programme de rétablissement pour les patients non réclamés par des proches afin de créer des identités pendant une pandémie qui provoque une amnésie.

## Fiche technique
- Titre original : Apples
- Réalisation : Chrístos Níkou
- Scénario : Chrístos Níkou, Stavros Raptis
- Photographie : Bartosz Swiniarski
- Montage : Yorgos Zafeiris
- Musique : Alexander Voulgaris (comme The Boy)
- Costumes : Dimitra Liakoura
- Production : Chrístos Níkou, Aris Dagios, Iraklis Mavroidis, Chrístos Níkou, Angelos Venetis
  - Productrice exécutive : Cate Blanchett
- Pays de production : Grèce
- Langue originale : grec
- Format : couleur
- Genre : drame
- Durée : 91 minutes
- Dates de sortie[3] :
  - Italie : 2 septembre 2020 (Venice Film Festival)
  - Grèce : 13 novembre 2020 (Festival international du film de Thessalonique)
  - Grèce : 3 juin 2021
  - Belgique : 16 octobre 2021 (Film Fest Gent)

## Distribution
- Aris Servetalis (en) : Aris
- Sofia Georgovassili : Anna
- Anna Kalaitzidou : Program Manager
- Argyris Bakirtzis : Program Manager
- Kostas Laskos : Elder Patient
- Kimon Fioretos : Doctor
- Costas Xikominos : Doctor
- Konstantinos Papatheodorou :
- Electra Sarri :
- Natalie Chavez :
- Akis Benardis (comme Ierotheos Benardis) :
- Simos Vogiatzoglou :
- Thekla Gounaridou :
- Savvas Kovlakas :
- Aliki Klonari :
- Aglaia Sklavou :
- Stavros Nikou :
- Angelos Andriopoulos :
- Aulona Lupa (comme Aoulona Loupa) :
- Babis Makridis : Greengrocer
- Nota Tserniafski : Patient's Daughter
- Glykeria Patramani :
- Alexis Koutroubis :
- Kostas Koutelidakis :

## Sortie
Le film est présenté en première mondiale au 77e Festival international du film de Venise le 2 septembre 2020,. Il a également été projeté au Festival international du film de Toronto le 9 septembre 2020, dans le cadre des TIFF Industry Selects et à l'AFI Fest le 20 octobre 2020,. En octobre 2020,  Cohen Media Group a acquis les droits de distribution du film aux États-Unis. Il est sorti en Grèce le 19 novembre 2020 et aux États-Unis le 24 juin 2022.

## Récompenses et distinctions
- (en) Apples : Awards, sur l'Internet Movie Database

Le film a remporté 17 prix et a reçu 28 nominations.